# Omroep Assen

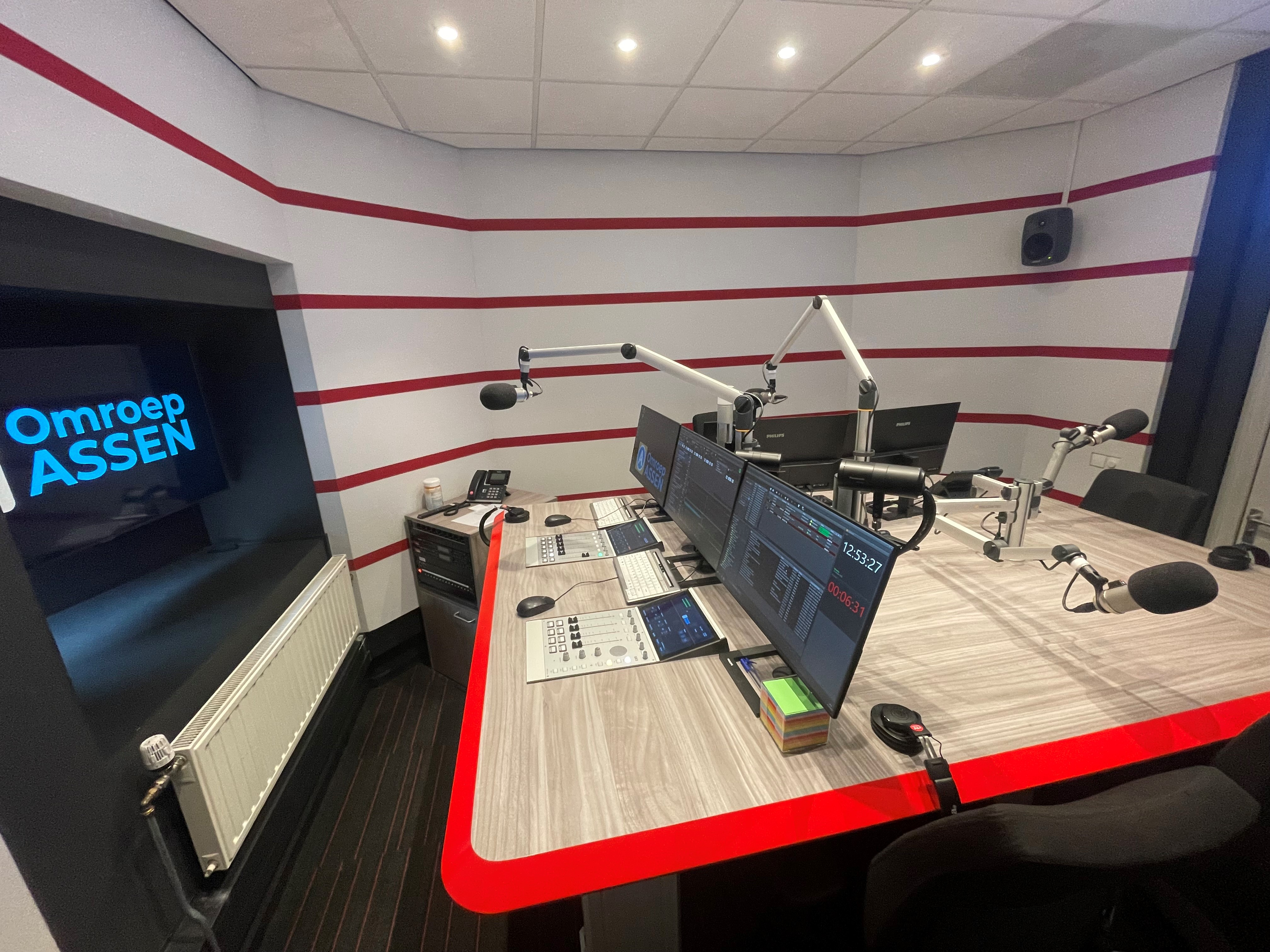
Omroep Assen radiostudio

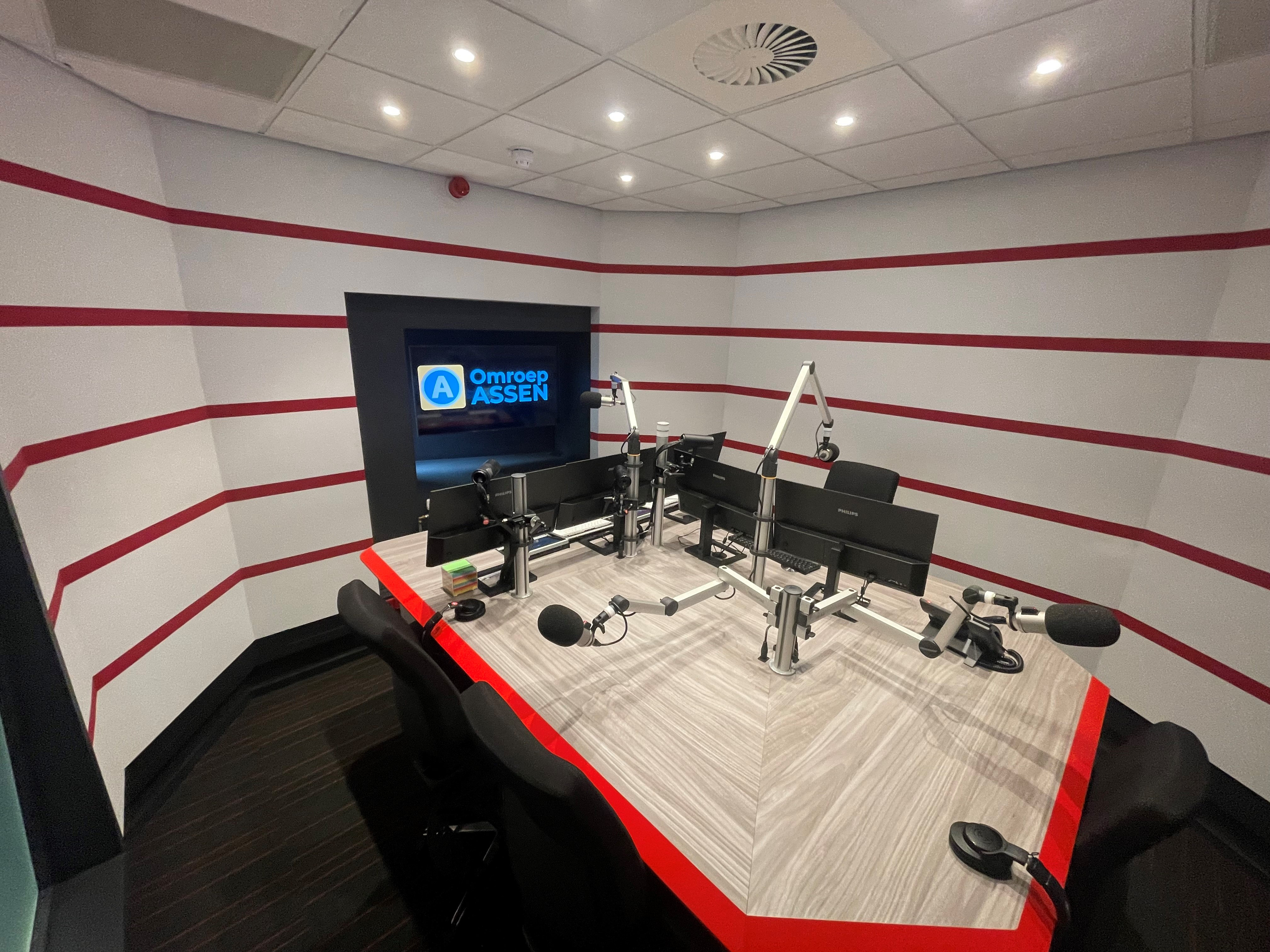
Omroep Assen radiostudio

Omroep Assen is de streekomroep voor voor Midden-Drenthe en Assen die werd opgericht in 1987. In 2013 kreeg de omroep de huidige naam.

## Geschiedenis
Omroep Assen startte met vrijwilligers als streekomroep voor de gemeente Assen. Het werd geheel door kerken financieel ondersteund, waardoor het de bijnaam "kerkomroep" kreeg. Pas eind jaren 90 van de twintigste eeuw ging de omroep professionaliseren en werd de financiering wettelijk geregeld.
Begin 2022 is de locatie van de omroep verhuisd naar de Beilerstraat in Assen. Hier heeft het een plek in het pand van RTV Drenthe.
In 2023 is er besloten dat Omroep Assen ook de streekomroep voor de gemeente Midden-Drenthe zou worden. De omroep richt zich vooral op een oudere doelgroep.

## Programma's
- Arnolds Blues and more - Arnold Baron
- AllTime Music - Jari Stefan
- Asserlei - Ger de Vos
- De Muzikale Reis - Lorenz de Jong
- Easy Jazz Club - Bertus Meijer & Egbert Spruijt
- EDM Show - Sven Neef & Jeffrey
- Klassiek op Zondag
- Klassiek Palet - Ria Verment
- Mainstream off
- One World One Voice - Jaqueliene Vermeer
- Oranje Top 30 - Eric Jan Veenstra
- Overdenking
- The World of Reggae - Robbie Veldman